# Ned Kelly (film)
Ned Kelly er en australsk westernfilm fra 2003, instrueret af Gregor Jordan. Filmen er baseret på romanen Our Sunshine, af Robert Drewe, der omhandler forbryderen og den folkelige helt Ned Kelly, hvor alt udspilles i Australien i 1880'erne. Ned Kelly blev set på som Australiens svar på Robin Hood. Skuespillerne Heath Ledger, Orlando Bloom og Geoffrey Rush medvirker i hovedrollerne. 

## Plot
Filmen handler om den australske "bushranger" (straffefange på flugt) Ned Kelly, og handlingen udspiller sig i nord-øst Victoria. Ned Kelly, hans bror Dan og to andre mænd – Steve Hart og Joe Byrne – dannede en bande irsk-australiere, som resultatet af de engelsk-irske spændinger, der opstod i det 19. århundredes Australien. Filmen starter med, at en ung Ned redder en dreng fra at drukne. Derefter skifter filmen til det smukke vilde Australien, og Ned taler om sin far. Han vågner ude i vildmarken, ved at en smuk hvid hest kommer hen til ham. Han rider hesten ind til byen, kun for at blive arresteret for at have stjålet hesten. Hesten, som han anklages for at have stjålet, blev egentlig stjålet af Neds ven Wild Wright. 
Tre år senere bliver Ned løsladt. Han kommer hjem og får en varm velkomst af sin katolsk-irske familie. Ned og hans familie, der tilsyneladende arbejder for at komme frem i livet, som han selv siger det, har en gård med heste. 
En nat i baren, går Neds søster Kate op for at få endnu en drink. En lokal victoriansk politiofficer, Fitzpatrick, tilbyder hende at betale hendes drink. Men efter flere forsøg, insisterer Kate på, at hun ikke vil have mere at drikke. Ned kommer for at fortælle officeren, at hun ikke vil have noget af en af hans slags, og der fyger bemærkninger tilbage om, at Ned "opfører sig som han ejede stedet". For at hævne sig på Ned, stjæler de victorianske officerer Neds heste. Ned, hans bror Dan, Steve Hart, Joe Byrne og Wild Wright undersøger sagen og stjæler hestene tilbage. Fitzpatrick kommer efterfølgende en aften, hvor Ned ikke er hjemme, for at besøge Kate, men får at vide, at hun ikke vil se ham. Fitzpatrick fortæller så, at han har sigtelser med til dem, for hestetyveri. En kamp udvikler sig, og Fitzpatrick skynder sig tilbage til politikontoret og fortæller de andre officerer, at Ned Kelly skød ham. 
Det victorianske politiet anholder Neds mor, mens Ned, Dan, Steve og Joe bliver gjort lovløse. 
Banden og politiet mødes efterfølgende i skoven, hvor konstabel Lonnigan og to andre politimænd bliver dræbt, på trods af Neds forsøg på at undgå, at nogen skulle komme til skade. I de følgende måneder lever banden, nu kaldet Kelly-banden, i skoven; de undgår at blive fanget, men har næsten ingen mad. Det britiske imperium udsender Francis Hare, der anholder mange mennesker for at finde frem til Kelly-bandens tilholdssted, deriblandt Joes livslange ven Aaron Harrit. Aaron, der får at vide, at de ikke vil røre Joe, kun Ned, fortæller hvor banden befinder sig. Joe finder ud af alt dette, og ankommer til Aarons hus, iført en kjole og med en revolver og dræber Aaron. For at undgå at blive taget til fange af Francis Hare, overtager banden byen Glenrowan og vinder befolkningens tillid. Inspektør Hare og politiet vil tage Ned til fange i Glenrowan og en stor kamp med mange ofre udvikler sig. Joe bliver skudt inde i den lokale pub og dør. Formiddagen passerer, og politiet begynder at undre sig over, hvor Ned, Dan og Steve er. Dan og Steve begår selvmord, ved at skyde dem selv i hovedet. Ned vågner op fra en drøm, og selvom han er alvorligt såret, fortsætter han med at skyde på politiet. Han bliver til sidst skudt til jorden og bliver omringet af politiet. 
Ned lastes på et tog, hvor en læge tilser ham og tager Neds elskede grønne, gyldne skærf fra ham og giver det til Hare. Ned ryster fortvivlet på hovedet, men kan intet gøre, da Hare bare tager skærfet med sig og går. 
På trods af en underskriftsindsamling på 32.000 for en benådning, blev han hængt den 11. november 1880.

## Medvirkende
- Heath Ledger – Ned Kelly
- Orlando Bloom – Joe Byrne
- Geoffrey Rush – Francis Hare
- Naomi Watts – Julia Cook
- Joel Edgerton – Aaron Sherritt
- Laurence Kinlan – Dan Kelly
- Phil Barantini – Steve Hart
- Kerry Condon – Kate Kelly
- Kris McQuade – Ellen Kelly
- Emily Browning – Grace Kelly

## Priser & nomineringer
| Pris                                                | Kategori                    | Person                | Resultat  |
| --------------------------------------------------- | --------------------------- | --------------------- | --------- |
| AACTA Award (2003 Australian Film Institute Awards) | Best Direction              | Gregor Jordan         | Nomineret |
| AACTA Award (2003 Australian Film Institute Awards) | Best Adapted Screenplay     | John Michael McDonagh | Nomineret |
| AACTA Award (2003 Australian Film Institute Awards) | Best Actor                  | Heath Ledger          | Nomineret |
| AACTA Award (2003 Australian Film Institute Awards) | Best Supporting Actor       | Orlando Bloom         | Nomineret |
| AACTA Award (2003 Australian Film Institute Awards) | Best Cinematography         | Oliver Stapleton      | Nomineret |
| AACTA Award (2003 Australian Film Institute Awards) | Best Editing                | Jon Gregory           | Nomineret |
| AACTA Award (2003 Australian Film Institute Awards) | Best Sound                  | Gary Wilkins          | Nomineret |
| AACTA Award (2003 Australian Film Institute Awards) | Best Sound                  | Colin Miller          | Nomineret |
| AACTA Award (2003 Australian Film Institute Awards) | Best Sound                  | Adrian Rhodes         | Nomineret |
| AACTA Award (2003 Australian Film Institute Awards) | Best Sound                  | Chris Burden          | Nomineret |
| AACTA Award (2003 Australian Film Institute Awards) | Best Production Design      | Steven Jones-Evans    | Vundet    |
| AACTA Award (2003 Australian Film Institute Awards) | Best Costume Design         | Anna Borghazi         | Vundet    |
| FCCA (2003 Film Critics Circle of Australia Awards) | Bedste mandlige skuespiller | Heath Ledger          | Nomineret |
| FCCA (2003 Film Critics Circle of Australia Awards) | Bedste Cinematografi        | Oliver Stapleton      | Nomineret |
| FCCA (2003 Film Critics Circle of Australia Awards) | Bedste filmmanuskript       | John Michael McDonagh | Nomineret |
| FCCA (2003 Film Critics Circle of Australia Awards) | Bedste mandlige birolle     | Joel Edgerton         | Nomineret |
| IF Awards (2003 Inside Film Awards)                 | Best Production Design      | Steven Jones-Evans    | Vundet    |
| IF Awards (2003 Inside Film Awards)                 | Best Cinematography         | Oliver Stapleton      | Nomineret |